# دانش‌آموز

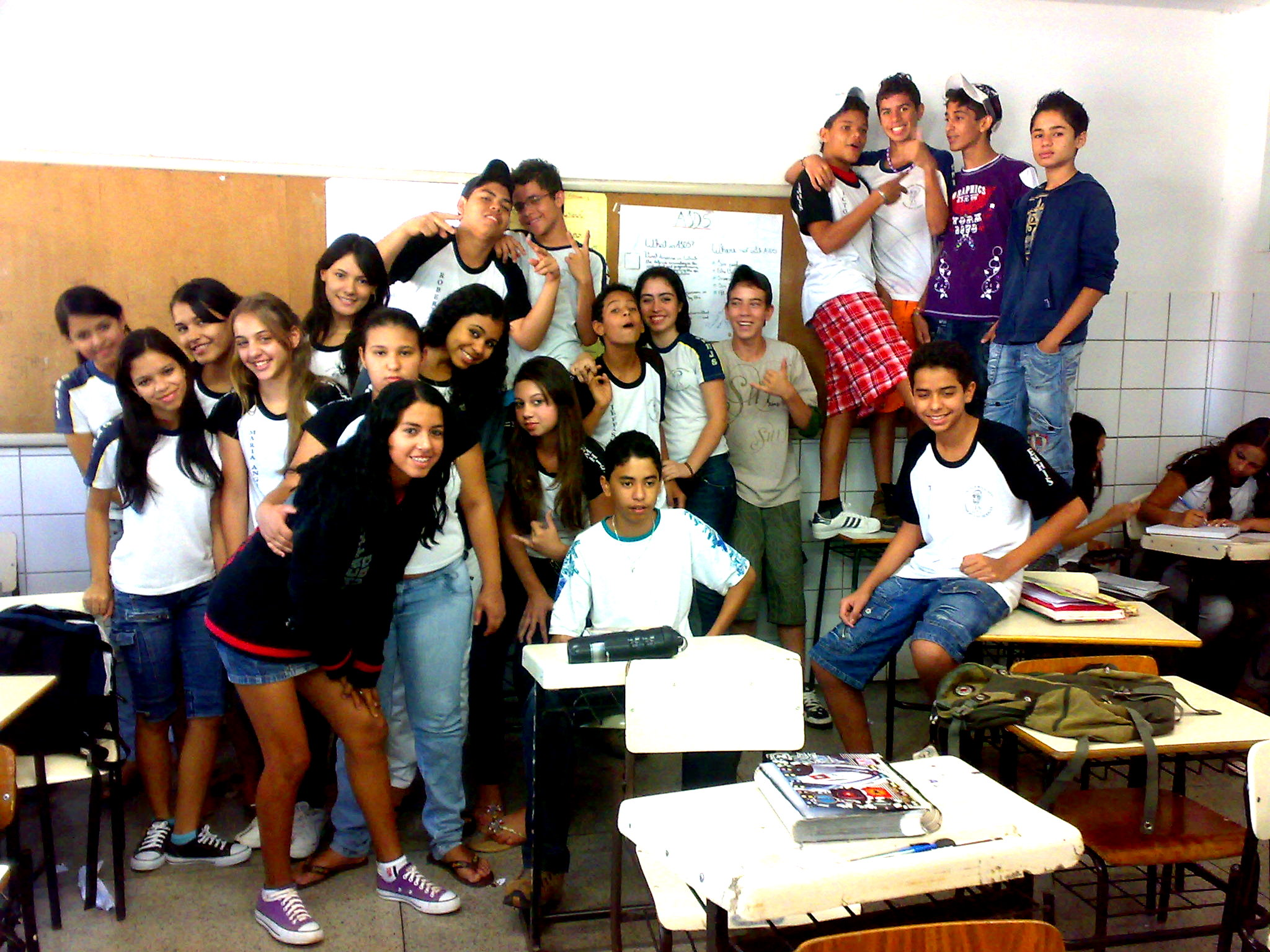
دانش‌آموزان در کلاس

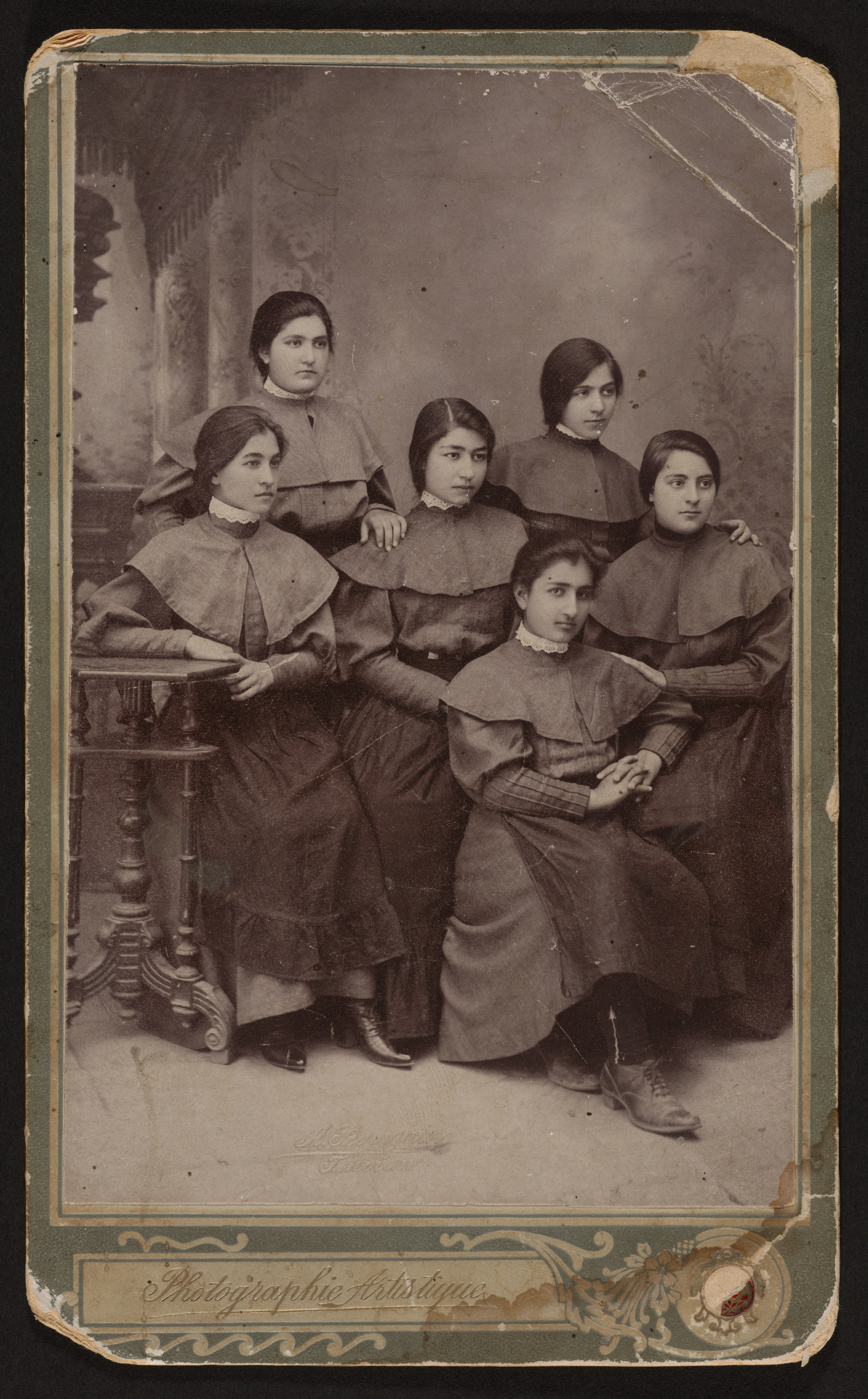
بچه‌مدرسه‌ای‌ها، تهران، اثر آنتوان سوریوگین

دانش‌آموز از لحاظ لغوی صفت فاعلی مرکل است و به معنی شاگرد یا  کسی است که دانش می‌آموزد و در اصطلاح، برای نامیدن محصلان رسمی در سطح تحصیلات پیش از دانشگاه به کار می‌رود. در یک نظام آموزشی، وقتی یک فرد می‌آموزد که «دیگران چه گفته‌اند و چه کرده‌اند» و برایش می‌گویند که «مسایل پیچیدهٔ یک علم را چگونه حل کرده‌اند».
فقط از زمانی که خودش به مرز دانش می‌رسد و مسئله تازه‌ای را کشف یا حل می‌کند یک محقق و دانشمند است.

## روز دانش‌آموز
- ۱۷ نوامبر روز جهانی دانش‌آموز شناخته‌شده به یاد همۀ دانش‌آموزانی که در جنگ جهانی دوم کشته شدند.[۲]

## دانش‌آموزان در سراسر جهان
سن مدرسه رفتن در کشورهای مختلف جهان در جدول زیر آورده شده است.
| قاره          | کشور                | سن شروع مدرسه (ابتدایی)    | توضیحات |
| ------------- | ------------------- | -------------------------- | --- |
| آسیا          | ایران               | ۶ سال                      | حداقل سن قابل قبول برای ثبت نام در اول ابتدایی ۶ سال تمام است. |
| آسیا          | ژاپن                | ۶ سال                      | تحصیلات اجباری از ۶ سالگی شروع می‌شود. |
| آسیا          | کره شمالی           | ۵ سال                      | شامل یک سال مهدکودک اجباری قبل از پنج سال دبستان. |
| آسیا          | کره جنوبی           | ۸ سال (۷ سالگی در سن غربی) | آموزش اجباری از پایه اول ابتدایی شروع می‌شود. در کره جنوبی، سن را یک سال بزرگتر از سن غربی محاسبه می‌کنند (مثلاً کودکی که در غرب ۷ ساله است، در کره جنوبی ۸ ساله محسوب می‌شود). |
| آسیا          | چین                 | ۶ سال                      | سن متداول برای ورود به مدرسه ابتدایی. |
| آسیا          | هند                 | ۶ سال                      | سن متداول برای شروع تحصیلات ابتدایی. |
| اروپا         | انگلستان            | ۵ سال                      | یکی از پایین‌ترین سنین شروع مدرسه در اروپا. |
| اروپا         | آلمان               | ۶ سال                      | اجباری شدن مدرسه پس از رسیدن به ۶ سالگی. |
| اروپا         | فرانسه              | ۶ سال                      | دانش‌آموزان معمولاً از سن ۶ سالگی به مدرسه می‌روند. |
| اروپا         | فنلاند              | ۷ سال                      | یکی از بالاترین سنین شروع مدرسه در اروپا، با تأکید بر بازی در سال‌های اولیه.                                                                                                 |
| اروپا         | ایتالیا             | ۶ سال                      | سن متداول برای شروع مدرسه ابتدایی. |
| اروپا         | سوئد                | ۷ سال                      | سن شروع مدرسه ابتدایی معمولاً ۷ سالگی است. |
| آمریکای شمالی | ایالات متحده آمریکا | ۵–۶ سال                    | کودکان معمولاً در ۵ یا ۶ سالگی وارد مهدکودگ (Kindergarten) یا پایه اول می‌شوند.                                                                                               |
| آمریکای شمالی | کانادا              | ۶ سال                      | سن متداول برای شروع مدرسه ابتدایی. |
| آمریکای شمالی | مکزیک               | ۶ سال                      | سن متداول برای شروع تحصیلات ابتدایی. |
| آمریکای شمالی | کوبا                | ۶ سال                      | سن شروع آموزش ابتدایی. |
| آمریکای شمالی | کاستاریکا           | ۶ سال                      | دانش‌آموزان از ۶ سالگی تحصیلات رسمی را آغاز می‌کنند. |
| آمریکای جنوبی | برزیل               | ۶ سال                      | سن اجباری برای شروع مدرسه ابتدایی. |
| آمریکای جنوبی | آرژانتین            | ۶ سال                      | سن متداول برای ورود به مدرسه ابتدایی. |
| آمریکای جنوبی | شیلی                | ۶ سال                      | سن شروع تحصیلات ابتدایی. |
| آمریکای جنوبی | پرو                 | ۶ سال                      | سن شروع آموزش ابتدایی. |
| آمریکای جنوبی | کلمبیا              | ۶ سال                      | سن متداول برای شروع مدرسه. |
| آفریقا        | آفریقای جنوبی       | ۷ سال                      | تحصیلات اجباری از ۷ سالگی آغاز می‌شود. |
| آفریقا        | کنیا                | ۶ سال                      | سن متداول برای شروع مدرسه ابتدایی. |
| آفریقا        | نیجریه              | ۶ سال                      | سن متداول برای شروع مدرسه. |
| آفریقا        | مصر                 | ۶ سال                      | سن متداول برای ورود به مدرسه ابتدایی. |
| آفریقا        | مراکش               | ۶ سال                      | سن متداول برای شروع تحصیلات ابتدایی. |
| اقیانوسیه     | استرالیا            | ۵–۶ سال                    | شروع تحصیلات اجباری بسته به ایالت بین ۴ تا ۶ سالگی متفاوت است، اما اغلب ۵ سالگی است.                                                                                        |
| اقیانوسیه     | نیوزلند             | ۵–۶ سال                    | کودکان می‌توانند از ۵ سالگی به مدرسه بروند، اما تا ۶ سالگی اجباری نیست. |
| اقیانوسیه     | فیجی                | ۶ سال                      | سن متداول برای شروع مدرسه ابتدایی. |
| اقیانوسیه     | پاپوآ گینه نو       | ۶ سال                      | سن متداول برای شروع مدرسه. |
| اقیانوسیه     | وانواتو             | ۶ سال                      | سن شروع مدرسه ابتدایی. |

### ایران

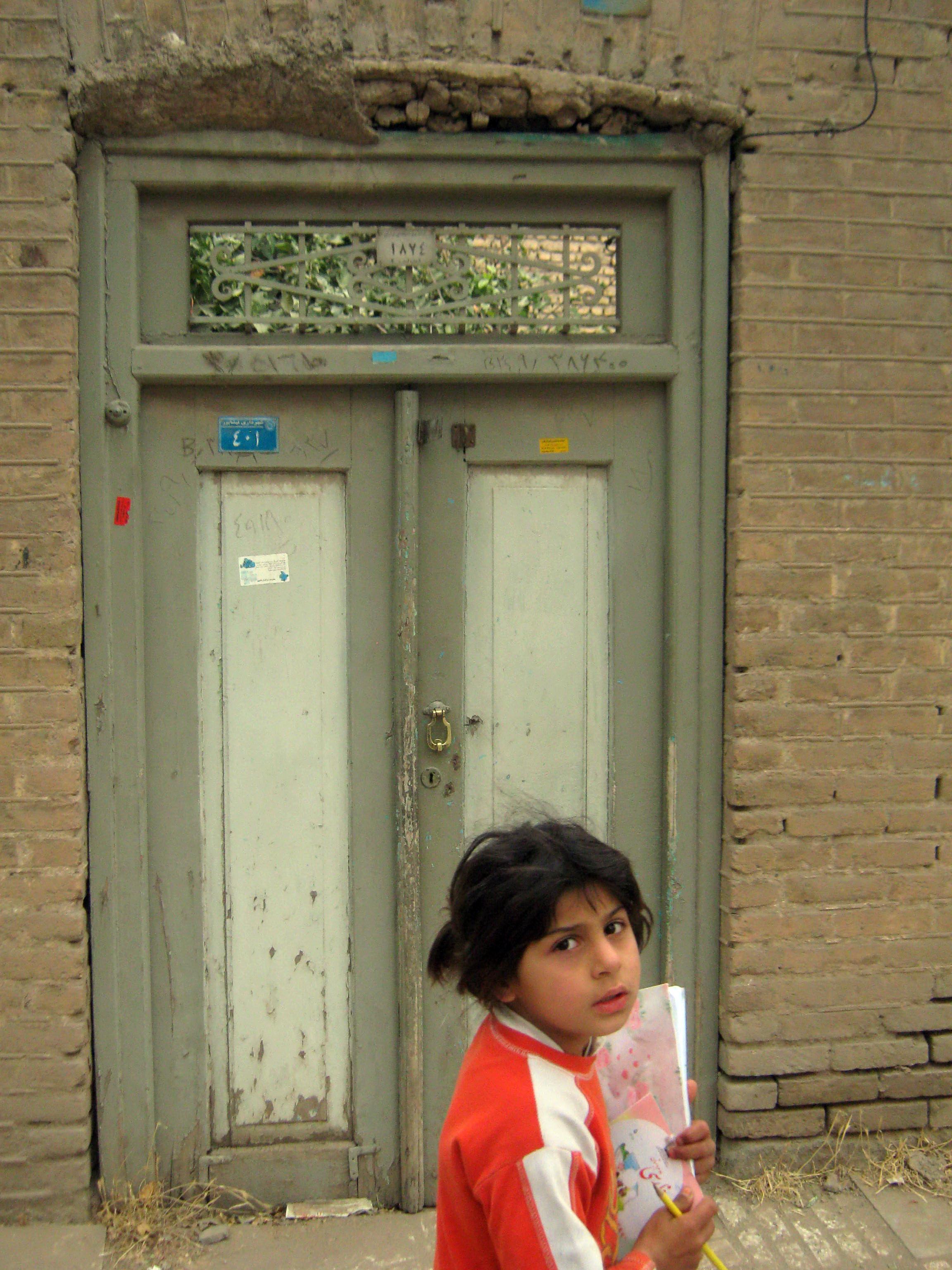
یک دانش‌آموز دبستانی که عصر به خانه همکلاسی‌اش می‌رود تا با یکدیگر درس‌بخوانند؛ نیشابور، ایران

در ایران دانش‌آموزان در هفت سالگی به ابتدایی می‌روند و شش سال درس می‌خوانند سپس ۳ سال دوره اول متوسطه را می‌گذرانند و بعد از آن سه سال دوره دوم متوسطه را می‌گذرانند. در سال سوم دوره متوسطه اول به انتخاب رشته می‌پردازند شش رشته اصلی عبارتند از
- ریاضی فیزیک
- علوم تجربی (طبیعی)
- علوم انسانی و ادبیات
- فنی‌حرفه‌ای
- کار و دانش
- علوم و معارف اسلامی

بعد از پایان دوره اول متوسطه، دانش‌آموزان وارد دوره دوم متوسطه و تحصیلات در رشته مورد نظر خواهند شد. پس از اتمام دوره دوم متوسطه و کسب مدرک تحصیلی دیپلم دانش آموزان متمایل به ادامه تحصیل در دانشگاه، آمادهٔ آزمون کنکور خواهند شد.

### سوئد
بر اساس ارزش‌های نظام آموزشی سوئد، همه افراد، فارغ از جنسیت، نژاد، قومیت، مذهب و… باید امکان تحصیل رایگان داشته باشند. تحصیلات اجباری در سوئد برای کودکان هفت تا شانزده ساله (قبل از ورود به دبیرستان) است. مدارس دولتی در سوئد برای همه رایگان هستند. علاوه بر هزینه تحصیل، هزینه زندگی دانش آموزان در سوئد شامل هزینه‌هایی مانند هزینه خوراک، پوشاک، تفریح، بهداشت عمومی، مسافرت و… هم می‌شود.